# Det Dyreetiske Råd
Det Dyreetiske Råd er et rådgivende organ, der blev dannet i 1992 i henhold til Dyreværnsloven af 6. juni 1991. Rådet erstattede Det Etiske Råd vedrørende Husdyr, der var etableret i 1986, og hvis arbejdsområde ønskedes udvidet til at omfatte etiske spørgsmål om andet end husdyr.
Rådet kan afgive udtalelser om dyreværn på begæring af justitsministeren, men kan også tage emner op til behandling af egen drift. Det beskæftiger sig kun med overordnede og principielle forhold omkring dette emne og behandler derfor ikke enkeltsager.
Ifølge loven skal rådet bestå af mindst 10 medlemmer samt en formand, der alle udpeges for 3 år ad gangen. Medlemmerne udpeges af justitsministeren, idet følgende har udtaleret:
- dyreværnsorganisationer: To medlemmer
- landbrugets organisationer: To medlemmer
- Forbrugerrådet: ét medlem.

Der er tilknyttet en faglig sekretær til Rådet, og Justitsministeriet stiller juridisk bistand og almindelig sekretariats-bistand til rådighed for dets arbejde.
Det Dyreetiske Råd er repræsenteret i forskellige udvalg, bl.a. Den Nationale Komité, som rådgiver Justitsministeriet i forbindelse med udarbejdelse af nye regler om dyrevelfærd i EU og Europarådet.
I 2006 har rådet 11 medlemmer, der er udpeget for perioden 15. maj 2004 til 15. maj 2007. Formand er cand.scient. i biologi, Bengt Holst.